# Аркус, Любовь Юрьевна
Любовь Юрьевна Аркус (род. 20 сентября 1960, Львов, Украинская ССР) — советский и российский киновед, режиссёр, основатель (совместно с Александром Голутвой) и главный редактор (до 2020 года) кинематографического журнала «Сеанс». Основатель и президент фонда «Выход в Петербурге», создатель центра обучения, социальной абилитации и творчества для людей с аутизмом «Антон тут рядом». Автор идеи и главный редактор образовательно-просветительского портала «Чапаев» — chapaev.media.

## Биография
Поступила во ВГИК с третьего раза. В 1984 году окончила киноведческое отделение сценарно-киноведческого факультета ВГИКа (мастерская Лидии Зайцевой). Работала литературным секретарём Виктора Шкловского и редактором киностудии «Ленфильм».
В 1989 году совместно с Александром Голутвой создала журнал «Сеанс», где с 1993 года была главным редактором. Аркус является автором концепции и составителем альманаха «Новейшая история отечественного кино. 1986—2000», выпущенного издательством «Сеанс» в 2001—2004 годах, также написала для него ряд статей. С 2010 года также была художественным руководителем мастерской «Сеанс». По мнению коллег и современников, благодаря Аркус «Сеанс» стал лучшим в России изданием о кино, «где пишут не критики, а прозаики».
С 2006 по 2011 год — доцент СПбГУКиТ.
С 2006 по 2013 год — соавтор программы «Закрытый показ», выходившей на «Первом канале».
В 2009 году познакомилась с Антоном Харитоновым, молодым человеком с расстройством аутичного спектра. Совместно с оператором Алишером Хамидходжаевым Аркус сняла документальный фильм об Антоне и его судьбе. Картина вошла во внеконкурсную программу 69-го Венецианского кинофестиваля и вызвала широкий медийный резонанс, привлекая внимание общества к «скрытым» от его глаз проблемам и людям.
В 2013 году Аркус создала благотворительный фонд «Выход в Петербурге». Главным проектом фонда стал открытый в декабре 2013-го центр «Антон тут рядом», где проходили программы социализации, обучения и творческие занятия для взрослых людей с аутизмом.
Публиковалась в журналах «Искусство кино», «Огонёк» и других. В 2020 году покинула пост главреда журнала «Сеанс» и президента фонда «Антон тут рядом» после диффамационного скандала в Интернете. Оставив публичные должности, Аркус продолжила работать рядовым сотрудником обоих проектов.

## Семья
Мать — Фаина Абрамовна Грубштейн (?—2017), отец — Юрий Борисович Аркус. Дед со стороны отца — Борис Юрьевич (Юделевич) Аркус (1896—1938), еврей, уроженец Одессы из двинской мещанской семьи, вырос в Харбине, майор, начальник 1-го отделения 1-го отдела управления Краснознамённой пограничной и внутренней охраны УНКВД Дальневосточного края в Хабаровске, был арестован 31 июля 1937 года и расстрелян 7 февраля 1938 года; его жена Любовь Васильевна Аркус (1901—?), русская, уроженка Нежина, кассир госбанка, была арестована одновременно с мужем, после его расстрела осуждена на 8 лет ИТЛ как член семьи изменника Родины (отбывала заключение в Акмолинском лагере жён изменников Родины, освобождена из Карлага в 1945 году).

## Фильмография

### Режиссёр
- 2012 — Антон тут рядом[22]
- 2021 — Кто тебя победил никто[23][24]
- 2022 — Балабанов. Колокольня. Реквием[25]

### Продюсер
- 2008 — Список кораблей
- 2010 — Кто-то, но не ты
- 2012 — Бриллианты. Воровство

### Сценарист
- 2012 — Антон тут рядом
- 2021 — Кто тебя победил никто[23][24]

### Актриса
- 1989 — Фонтан
- 2012 — Кококо
- 2013 — Тяжёлый случай
- 2021 — Петровы в гриппе

## Фестивали и премии
- 1994 — Приз кинопрессы — за лучшую книгу года о кино («Сокуров»).
- 1998 — Премия Гильдии киноведов и кинокритиков России («Сеанс» № 15, 16).
- 2002 — Московская международная книжная выставка-ярмарка (Диплом победителя конкурса «Книга года» в номинации «Энциклопедист»).
- 2005 — Кинофестиваль Госфильмофонда России «Белые столбы» (Приз Виктора Дёмина «За вклад в отечественное киноведение и за создание уникального многотомного исследования новейшей истории российского кино» («Новейшая история отечественного кино. 1986—2000»).
- 2007 — Лауреат Царскосельской художественной премии[26].
- 2013 — Гран-при конкурса «Золотое перо». Журналист года[27].
- 2015 — Специальный приз «Фигаро» премии им. Андрея Миронова[28].
- 2022 — Премия «Лавровая ветвь» за лучший неигровой телевизионный фильм («Кто тебя победил никто»)[29].

### Награды фильму «Антон тут рядом»
- 2012
  - 69-й Венецианский кинофестиваль[30] (мировая премьера)[31]— приз итальянских интернет-критиков Mouse d’argento — «Серебряная мышь»[32].
  - Приз за лучшую документальную дебютную работу на международном кинофестивале[англ.] в Абу-Даби[33].
  - Премия имени Мирона Черненко Гильдии киноведов и кинокритиков России.
  - Приз Tallinn Black Nights Film Festival : PÖFF, Tallinn (Estonia)[34].
  - Приз Film Festival Black Movie, Genova (Switzerland)[34].
  - Национальная кинопремия «Лавр» — Победитель в номинации лучший арт-фильм[35].
  - Международный фестиваль современного кино «Завтра / 2morrow» — Фильм закрытия[34].
  - Лауреат Первого открытого фестиваля короткометражных фильмов «Милосердие. DOC»[34].
  - XVIII международный кинофестиваль фильмов о правах человека «Сталкер»[36]:
    - Специальный приз Управления Верховного комиссара ООН по правам человека.
    - Приз «Новой газеты» «За непотерянное время».
- 2013
  - Премия «Золотой орёл» за Лучший неигровой фильм[37].
  - Премия «Ника» за Лучший неигровой фильм 2012 года[38].
  - Фестиваль русского кино в Тунисе — приз за лучший документальный фильм[39].
  - 13-й международный кинофестиваль фильмов Центральной и Восточной Европы GoEast — Главный приз «Золотая лилия» в конкурсе документального кино[40].
  - премия «КиноСоюза» «Элем»[41].